# Композиция (изобразительное искусство)

А. А. Иванов. Явление Христа народу (Явление Мессии). 1837—1857. Холст, масло. Государственная Третьяковская галерея, Москва

Компози́ция (от лат. compositio — складывание, соединение, сочетание) — одна из основных категорий художественного творчества. В самом общем значении — «наиболее сложный и совершенный тип структуры: художественно-образный». В отличие от рисунка, цвета, линии, объёма, пространства представляет собой не один из компонентов художественной формы, а художественно-образную, содержательно-формальную целостность, в которой все элементы органично связаны между собой. Иногда художественную композицию сравнивают с живым организмом, в котором органично соединены душа и тело. В упрощённом определении: «построение художественного произведения, обусловленное спецификой вида искусства, содержанием, назначением произведения и замыслом художника». Однако в последнем определении, во-первых, нивелируется значение композиционных закономерностей, общих для всех видов искусства, и не только изобразительных, в частности, в музыке, поэзии, а во-вторых, понятие «построение» относится, скорее, к конструкции, смысл которой отличен от композиции, например, в архитектуре. Так, архитектурная композиция представляет собой содержательно-формальную целостность элементов, возникающую в результате художественно-образного переосмысления строительной конструкции. В живописи «композиция есть форма существования картины как таковой — как органического целого, как смыслового единства».

## Общее понятие и структура композиционной целостности
Классическое определение композиции в изобразительном искусстве дал в эпоху итальянского Возрождения теоретик искусства и архитектор Л. Б. Альберти в трактате «Три книги о живописи» (1435—1436): «Композиция — это сочинение, выдумывание, изобретение» как «акт свободной художнической воли». К общему смыслу латинского слова здесь прибавляется усиленный пафосом ренессансной эпохи момент «изобретения, выдумывания», свободы воображения, права художника, как тогда говорили, на «сочинение историй» в противоположность средневековой традиции следования образцам (итал. сomponimento  — сочинение). Предположительно, такое понимание композиции Альберти заимствовал из классической филологии.
Альберти рассматривал композицию не в форме завершённой картины, а в качестве метода творческого процесса художника, раскрывающего последовательность и содержание основных этапов работы. Причем композицию Альберти понимал как «живой организм» и как красоту, к которой «ни прибавить, ни убавить, ни изменить ничего нельзя, не сделав хуже». Последнее уточнение имеет частный характер и связано с эстетикой эпохи Возрождения, стремлением к идеальной, уравновешенной форме произведения искусства. Оригинальное определение композиции дал английский художник и теоретик искусства Хогарт, Уильям Уильям Хогарт в трактате «Анализ красоты» (1753): «Многообразие без путаницы, простота без обнажённости, великолепие без мишуры, отчётливость без жёсткости, величина без чрезмерности… чудесное многообразие всех частей вместе взятых».
Согласно определению русского художника и учёного-психолога Н. Н. Волкова (1897—1974), композиция — это «конструкция для смысла», в иной формулировке — «алгоритм творческого процесса». По определению С. М. Даниэля композиция — это не состояние (даже в относительном смысле), а «процесс, регулирующий развертывание идеи».
Композиционная целостность относится к структурам открытого, модификационного типа. В ней отсутствуют непреложные законы — творчество художника «вне закона», оно свободно по определению, но существуют закономерности как вероятностные тенденции формообразования. Отдельные элементы композиции могут заменяться без ущерба для целого, но принцип связей остаётся неизменным. В композиционной целостности каждый из элементов приобретает уникальный, неповторимый смысл только в одном-единственном, неповторимом сочетании с остальными элементами. Поэтому каждая композиция уникальна, она возникает лишь однажды, но она типологична и соотносится с духом эпохи, в которую была создана, конкретной историко-культурной ситуацией, объективными и непредсказуемыми субъективными факторами, замыслом и чувством художника. По определению В. П. Зубова «Органическое целое само оказывается определяющим законом для своих частей, а части, рассматриваемые в свою очередь как мельчайшие целые, сохраняют свою относительную самостоятельность, то есть гарантируют свободу художника на всём протяжении творческого процесса. Простая детерминированность частей целым, модульность есть и в механизме, например в часах, но синтез детерминированности и свободы дан только в художественном организме».
В теории искусства и творческой практике слово «композиция» используется в следующих основных значениях:
- Предмет художественной деятельности;
- Творческий метод художника (в общем определении как «способ действия»);
- Один (наиболее универсальный) из способов формообразования в искусстве;
- Процесс художественного творчества (композиционный процесс), складывающийся из отдельных, качественно своеобразных этапов (например анализа и синтеза, предварительного эскиза, композиционной разработки и завершения);
- Результат этого процесса, особое качество целостности, проявляющееся в законченном произведении;
- Один из разделов теории искусства, учебная дисциплина, изучающая принципы и методику работы над композицией[11].

Как целостный феномен, композиция трудна для изучения, теоретического анализа, поскольку её закономерности и разновидности постоянно обновляются в историко-художественном процессе и на уровне индивидуального творческого мышления каждого художника. Об этом процессе мы можем судить только косвенно, рассматривая отдельные произведения в их материальной форме, в которой не всё проявлено, сравнивая, обобщая, отыскивая имманентные признаки и перманентные идеи.
В основе любой композиции лежит некоторая абстрагированная идея, с трудом выражаемая словесно либо изобразительно — с помощью предварительного эскиза, наброска, модели. Например: идея возвышения, напряжения либо, напротив, умиротворения, покоя. При этом во всех модификациях изобразительной формы сохраняются скрытые инварианты (постоянные архетипы мышления). Каждой идее соответствует определенный архетип: вертикаль, крест или квадрат, треугольник, горизонталь, окружность. Количество таких архетипов, иначе называемых модусами (лат.  modus — образец, образ действия, способ), ограничено, но их сочетания рождают бесконечную вариативность.
Форму выражения идеи и соответствующего архетипа мышления именуют темой (греч. θέμα — положенное, установленное). Тема произведения искусства, согласно иерархическому принципу содержательно-формальной целостности, становится содержанием для новой формы — мотива. Так, например, в музыке из отдельных мотивов складывается «тема с вариациями», или лейтмотив (нем.  Leitmotiv — ведущий мотив) — повторяющаяся музыкальная фраза, гармонический оборот, то же, что в изобразительном искусстве «направленность формы». Так в архитектуре: арка — разновидность строительной конструкции — является темой, а повторяющийся ряд арок — аркада, — мотивом архитектурной композиции определенного художественного стиля. Ряд полуциркульных арок является мотивом романского искусства, стрельчатых — характерный мотив готического стиля, подковообразных — арабского и испано-мавританского зодчества, «римская архитектурная ячейка», соответственно названию, — типичный мотив древнеримской архитектуры; полуциркульная арка, опирающаяся непосредственно на капители колонн, — одна из основных тем архитектуры эпохи итальянского Возрождения.
Теории композиции в изобразительном искусстве в отечественной историографии посвящены работы В. А. Фаворского, А. Д. Гончарова, Л. Ф. Жегина, И. И. Иоффе, П. Я. Павлинова, С. М. Даниэля, В. Г. Власова, А. В. Свешникова. В начале XXI века композицию во всех видах архитектонически-изобразительных искусств всё чаще рассматривают в качестве диссипативных (открытых, «рассеянных») систем, кластерных или фрактальных структур с применением методики компьютерного моделирования.
Теория композиции в искусстве объединяет системой терминов многие частные понятия. При искусствоведческом анализе композиционной целостности принято следовать иерархической структуре, от общего к частному: метод, методика (способы, средства, приёмы), техника (материалы, инструменты, технические приёмы обработки материала). Наименования способов, средств и приёмов достижения композиционной целостности разными исследователями формулируются по-разному. Чаще всего выделяют:

## Композиционные средства (имеют парный характер)
- Метр-ритм;
- Симметрия-асимметрия;
- Контраст-нюанс;
- Консонанс-диссонанс;
- Величина-масштабность;
- Отношения величин-пропорции;
- Подобие-различие[14][15].

## Композиционные приёмы
- Акцентирование зрительного центра (смыслового, геометрического);
- Пондерация (уравновешивание неравновесных частей);
- Пропорционирование, гармонизация отношений величин, в частности с использованием золотого сечения;
- Выявление связующих элементов (сильных и слабых долей изобразительного поля, вертикалей и горизонталей, мажорных и минорных диагоналей)[16].

## Конструктивные приёмы
- «Картина в картине» (подобие форматов);
- «Скос угла»;
- Параллельность диагоналей (использование «правила прямого угла»);
- Затемнение переднего плана с акцентированием трёх пространственных слоев;
- Уподобление силуэтов различных пространственных планов;
- Акцентирование «диагонали входа»[16].